# ماركوس جونيور
ماركوس جونيور ليما دوس سانتوس (بالبرتغالية: Marcos Júnior Lima dos Santos) هو لاعب كرة قدم برازيلي في مركز الهجوم ولد في يوم 19 يناير 1993 في برازيليا. يلعب حالياً مع نادي يوكوهاما مارينوس وسبق له اللعب مع نادي فلومينينسي ونادي فيتوريا. يبلغ طوله 167 سم.